# Markus Kaim

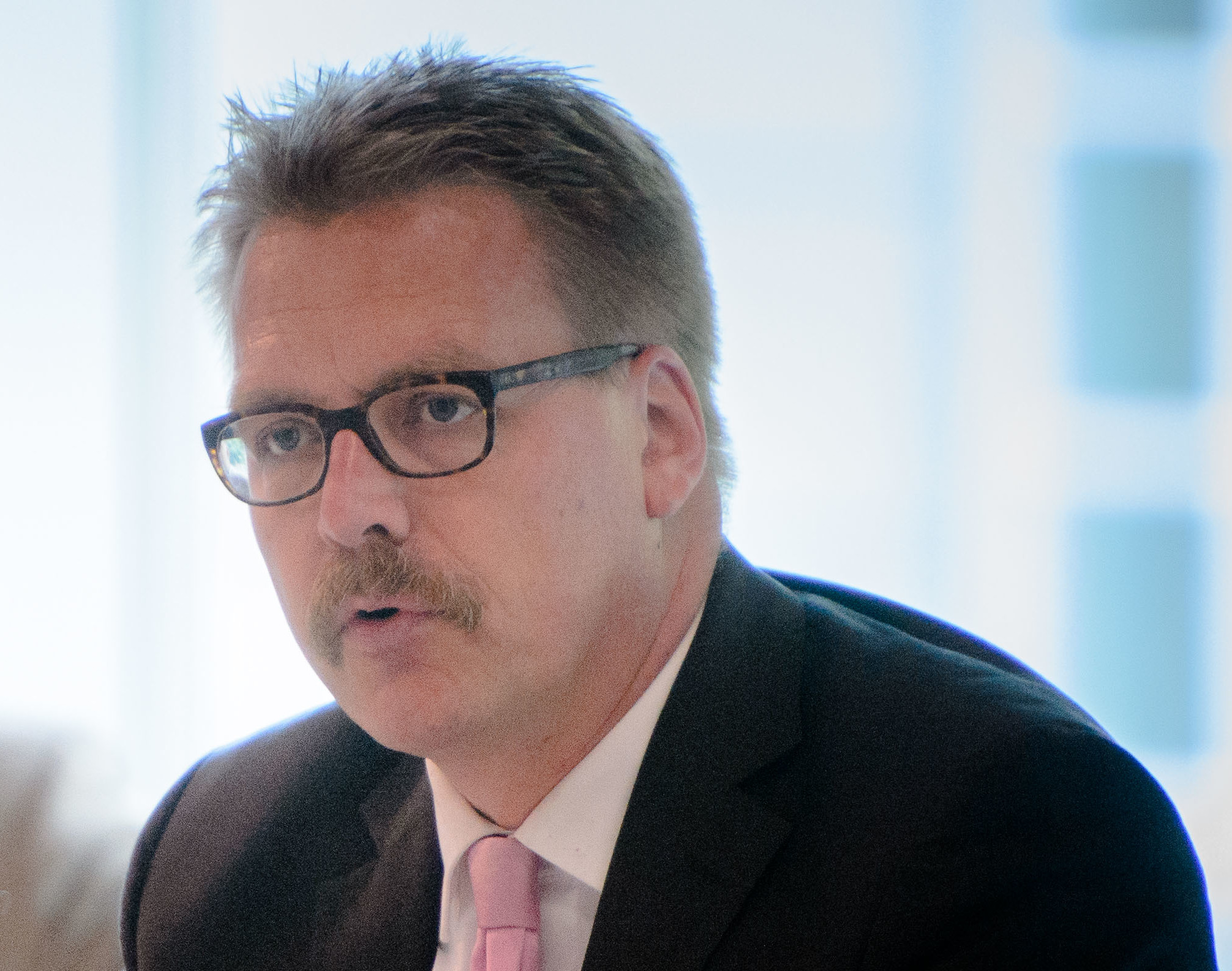
Markus Kaim, 2014

Markus Kaim (* 1968 in Neuss) ist ein deutscher Sachbuchautor, Politikwissenschaftler und Lehrbeauftragter.
Kaim absolvierte bis 1995 ein Studium der Politikwissenschaft, mittelalterlichen und neueren Geschichte, Philosophie und vergleichenden Religionswissenschaft. 1998 wurde er an der Universität Bonn mit der Dissertation Zwischen globaler Hegemonie und regionaler Begrenzung. Die amerikanische Politik im arabisch-israelischen Konflikt 1991–1996 zum Dr. phil. promoviert. 2006 habilitierte er sich an der Universität Jena mit der Arbeit Die Europäische Sicherheits- und Verteidigungspolitik. Präferenzbildungs- und Aushandlungsprozesse in der Europäischen Union (1990–2005).
2007 war er Vertreter des Lehrstuhls „Internationale Politik/Außen- und Sicherheitspolitik“ an der Universität Konstanz und anschließend war er für einige Monate Inhaber des DAAD-Gastlehrstuhls für „German and European Studies“ an der University of Toronto. Seit Mitte 2008 hat er die Leitung der Forschungsgruppe „Sicherheitspolitik“ der Stiftung Wissenschaft und Politik – Deutsches Institut für Internationale Politik und Sicherheit in Berlin. Er ist zudem Lehrbeauftragter am Institut für Politikwissenschaft der Universität Zürich und Gastdozent an der Hertie School of Governance in Berlin.
Markus Kaim wird als Experte zu internationaler Sicherheitspolitik und weltweiten Krisen regelmäßig in den Medien zitiert.

## Werke
- 1998: Zwischen globaler Hegemonie und regionaler Begrenzung. Die amerikanische Politik im arabisch-israelischen Konflikt 1991–1996, Dissertationsschrift, Nomos, Baden-Baden, ISBN 3-7890-5771-1.
- 1999: Macht oder Ohnmacht der USA im Nahen Osten? Die Politik der Clinton-Administration im israelisch-palästinensischen Konflikt, Hessische Stiftung Friedens- und Konfliktforschung: HSFK-Report ; 1999,3, ISBN 3-933293-16-2.
- 2000: Pax Americana im Nahen Osten. Eine Studie zur Transformation regionaler Ordnungen, Nomos, Baden-Baden, ISBN 3-7890-6817-9 (mit Helmut Hubel und Oliver Lembcke)
- 2000: Friedenssicherung und Völkerrecht, Landeszentrale für Politische Bildung Thüringen, Erfurt, ISBN 3-931426-42-4.
- 2004: Parteien im internationalen Vergleich, Landeszentrale für Politische Bildung Thüringen, Erfurt (mit Andreas Hallermann), ISBN 3-931426-78-5.
- 2005: Die britische, französische und deutsche Haltung bezüglich einer europäischen Sicherheits- und Verteidigungspolitik (1990–2005). Präferenzbildungs- und Aushandlungsprozesse in der Europäischen Union, Habilitationsschrift
- 2006: Pragmatismus und Grand Strategy. Die NATO-Debatte in den Vereinigten Staaten.
- 2007:	Die Europäische Sicherheits- und Verteidigungspolitik. Präferenzbildungs- und Aushandlungsprozesse in der Europäischen Union (1990-2005). Nomos, Baden-Baden, ISBN 978-3-8329-3006-6.